# Peal de Becerro
Peal de Becerro è un comune spagnolo di 5 442 abitanti situato nella comunità autonoma dell'Andalusia.

## Geografia fisica
Il comune è costituito da due parti non contigue. È attraversato dai fiumi Guadalquivir, Guadiana Menor (affluente del Guadalquivir) e Guadalentín (affluente del Guadiana Menor).